# Aaron Swartz
Aaron H. Swartz (Highland Park, 8 november 1986 – New York, 11 januari 2013) was een Amerikaans computerprogrammeur, schrijver en internetactivist. Swartz was een medeauteur van de "RSS 1.0"-specificatie voor RSS en daarnaast oprichter van de actiegroep Demand Progress. Ook was hij lid van het Ethics Center Lab op de Harvard-universiteit.

## Biografie
Op de leeftijd van 13 jaar won hij de ArsDigita Prize. De prijs was een trip naar het Massachusetts Institute of Technology (MIT) en een ontmoeting met bekende mensen op het internet. Toen hij 14 was, werkte hij samen met de experts die de RSS 1.0-specificatie maakten.
Later begon hij een opleiding aan de Stanford-universiteit die hij al na 1 jaar staakte. In plaats daarvan richtte hij de start-up Infogami op. Tijdens de periode van het Summer Founders Program van Y Combinator, het bedrijf dat zijn start-up financierde, begon hij aan de nieuwswebsite Reddit te werken.
Op 11 januari 2013 maakten familieleden bekend dat Swartz een eind aan zijn leven had gemaakt.